# Hospital Ambroise Paré

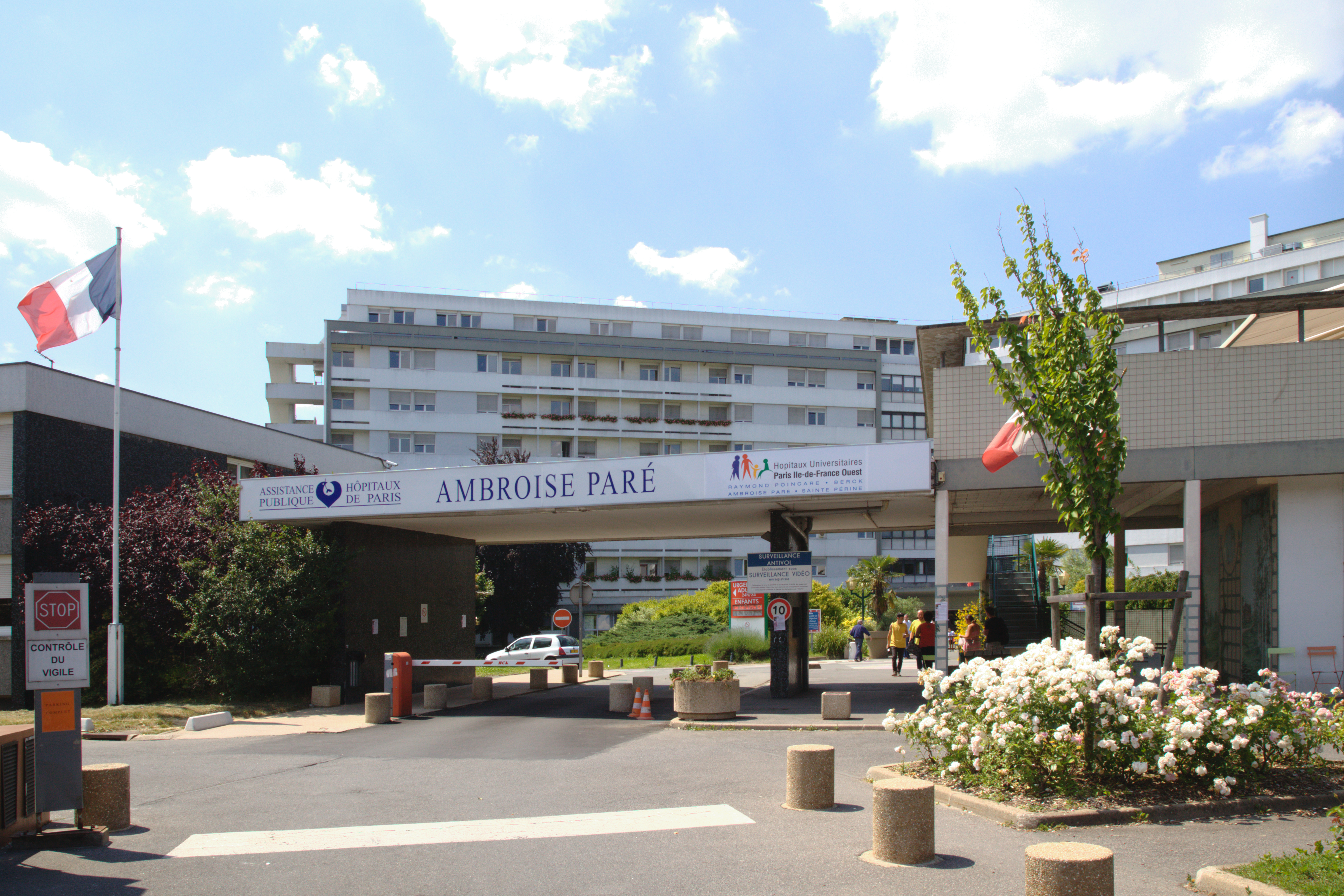
Una de las fachadas del hospital.

El Hospital Ambroise Paré (en francés : Hôpital Ambroise-Paré (Boulogne-Billancourt), o simplemente Hôpital Ambroise-Paré) es un hospital público situado en Boulogne-Billancourt. Fue construido en el siglo XX.
Es un hospital docente de la Universidad de Versailles Saint Quentin en Yvelines.

## Personas famosas muertas en el hospital
- Claude Jade, actriz francesa
- Jacqueline de Romilly, helenista, escritora y profesora francesa
- Georges Mathieu, pintor y publicista francés